# کوین کلش
کوین کلش (انگلیسی: Kevin Clash؛ زادهٔ ۱۷ سپتامبر ۱۹۶۰) عروسک‌گردان، کارگردان، و تهیه‌کننده اهل ایالات متحده آمریکا است. وی بیشتر به خاطر عروسک‌گردانی شخصیت المو در سسمی استریت شناخته شده‌است.
از فیلم‌ها یا برنامه‌های تلویزیونی که وی در آن نقش داشته‌است می‌توان به لاک‌پشت‌های نینجای ۲، لاک‌پشت‌های نینجا، مارپیچ، و ماجراهای المو در گروچ‌لند اشاره کرد.
وی همچنین برندهٔ جوایزی همچون جایزه امی ساعات پربیننده شده‌است.